# Csigadomb (Szászfenes)
A Csigadomb (románul Dealul Melcilor) csigakövületekből álló domb Szászfenes mellett, a kolozsváriak hagyományos kirándulóhelye. Nevét a dombon és a vízmosásokban található kövületekről, az eocén korban itt található tengerben élő állatok megkövesedett maradványairól kapta. 

## Fekvése
A Kis-Szamos–Nádas vízválasztó része, amely Szászfenestől északra található. Kolozsvárról gyalogosan a Donát úton kifelé, a Hajtásvölgyön, a Hója gerincén és a Szentpáltetőn keresztül közelíthető meg, vagy a Bácsi-torok irányából. A Főtértől 10, a Donát út végi autóbusz állomástól 7 kilométerre található. Keleti oldalán ered a Bongár-patak, amely a Kis-Szamosba torkollik.

## Leírása
A domb alját kövületekben szegény tarka agyag alkotja, felette találhatók a számos kövületet (például Campanile parisiense és Campanile giganteum csigafajok maradványait) tartalmazó Kolozsvár–Bácsi-toroki rétegek. Felette következnek a Nummulites fabiani-ban gazdag berédi rétegek, végül a mohaállatkákat tartalmazó márga. A felszínen található csigakövületeket idővel elhordták; a tetőn lövészárkok maradványai láthatóak.
A domb északi oldalát kevert lombos erdő fedi. Az erdő nélküli részen gyászoló búzavirág (Centaurea atropurpurea), bánsági búzavirág (Centaurea banatica), imola-hibridek, egybibés galagonya (Crataegus monogyna), nagyvirágú fényperje (Koeleria macrantha), osztrák pozdor (Scorzonera austriaca), változó gurgolya (Seseli varium), csinos árvalányhaj (Stipa pulcherrima), szarvacskás pitypang (Taraxacum laevigatum) valamint Boldogasszony papucsa (Cypripedium calceolus) nőnek.

## Turizmus
1941-ben az Erdélyi Kárpát-egyesület a Hója gerincen kék sávval jelzett egy 13,7 kilométer hosszú turistaösvényt, ami áthaladt a Csigadombon is. Az újjáalakult egyesület első kirándulását 1992-ben a Csigadombra szervezte.
A dombtetőről látható Kolozsvár, a Feleki-gerinc, a szászfenesi Leányvár és a Gyalui-havasok, távolabb a Vlegyásza.